# Matteo Stefani
Matteo Stefani est un grimpeur italien né le 1er mars 1993. Il est plusieurs fois médaillé en championnats du monde, deux fois titré en 2011, 3e en 2012, 2014 et 2016, puis vice-champion du monde en 2018.

## Biographie
Matteo Stefani est aveugle de naissance. Il découvre l’escalade en famille alors qu’il a onze ans ; sa pratique est ponctuelle jusqu’à ses études, où il se retrouve dans une équipe de grimpeurs malvoyants avec une coach dédiée. Stefani figure d’ailleurs dans le documentaire Vincersi qui suit ce groupe.
Il participe en 2011 aux touts premiers championnats du monde de handi-escalade à Arco, en Italie ; il y remporte deux médailles d’or, en vitesse et en difficulté.
En 2012 à Paris, il se classe 3e derrière Nicolas Moineau et Kenji Iwamoto, il obtient le même résultat en 2014 et en 2016 derrière Koichiro Kobayashi et Nicolas Moineau. En 2018, Stefani finit 2e toujours derrière Kobayashi, et devant Francisco Javier Aguilar Amoedo.

## Liens
- Ressource relative au sport :   - Fédération internationale d'escalade